# Apenas un duende
Apenas un duende (en alemán: Ein Mann geht durch die Wand) es una película alemana de comedia de 1959 dirigida por Ladislao Vajda y protagonizada por Heinz Rühmann y Nicole Courcel. El filme está basado en el cuento Le Passe-muraille de Marcel Aymé.

## Argumento
Trata de la historia de un modesto empleado, tímido y atormentado, que descubre que, cuando está disgustado o se siente infeliz, posee el asombroso poder de atravesar las paredes.

## Reparto
- Heinz Rühmann - Herr Buchsbaum
- Nicole Courcel - Yvonne Steiner
- Rudolf Rhomberg - Painter
- Rudolf Vogel - Fuchs
- Peter Vogel - Hirschfeld
- Hubert von Meyerinck - Pickler
- Hans Leibelt - Holtzheimer